# Seuratiinae
Die Seuratiinae (benannt nach Léon Gaston Seurat) sind eine Unterfamilie der Rollschwänze mit 45 Arten. Sie sind größtenteils Parasiten des Muskelmagens von Vögeln.

## Merkmale
Seuratiinae haben die Merkmale der Acuariidae. Die Ornamentierungen sind in Form von Strängen (cordons) ausgebildet, die größtenteils quer vom Ursprung verlaufen, so dass sie sich nur auf die Halsregion erstrecken, in der sie einen Kragen bilden.

## Systematik
Hodda (2022) gliedert die Unterfamilie in zwölf Gattungen:
- Antechiniella Quentin & Beveridge, 1986
- Aviculariella Wehr, 1931
- Cyclopsinema Cobb, 1927
- Ingliseria Gibson, 1968
- Molinacuaria Wong & Lankester, 1985
- Proyseria Petter, 1959
- Pseudohaplonema Wang, 1978
- Rusguniella Seurat, 1919
- Seuratia Skrjabin, 1916
- Stegophorus Wehr, 1934
- Streptocara Railliet, Henry & Sisoff, 1912
- Tikusnema Hasegawa, Shiraishi & Rochma, 1992